# The Angry Red Planet
The Angry Red Planet  (alte denumiri Invasion of Mars și Journey to Planet Four) este un film SF american din 1959 regizat de Ib Melchior. În rolurile principale joacă actorii Gerald Mohr, Les Tremayne, Nora Hayden.

## Actori
- Gerald Mohr este Col. Thomas O'Bannion
- Naura Hayden este Dr. Iris 'Irish' Ryan
- Les Tremayne este Prof. Theodore Gettell
- Jack Kruschen este CWO Sam Jacobs
- Paul Hahn este Maj. Gen. George Treegar
- J. Edward McKinley este Prof. Paul Weiner
- Tom Daly este Dr. Frank Gordon
- Don Lamond este TV Newscaster/Martian Voice
- Edward Innes este Brig. Gen. Alan Prescott
- Gordon Barnes este Maj. Lyman Ross
- Jack Haddock este Lt. Col. Davis
- Brandy Bryan este Nurse Hayes
- Joan Fitzpatrick este Nurse Dixon
- Arline Hunter este Joan
- Alean Hamilton este Joan's Friend